# Cole Tucker
Cole Tucker, pseudonimo di Richard Allen Karp (New York, 23 ottobre 1953 – Palm Springs, 7 giugno 2015), è stato un attore pornografico statunitense.

## Biografia
Ha debuttato nella pornografia gay relativamente tardi, quando aveva 44 anni. Nel corso della sua carriera ha preso parte ad oltre 30 film per case di produzione come Catalina Video e Studio 2000, diventando noto per la sua matura mascolinità e per il modi forti e dominanti nel porsi con i propri partner. Noto per il suo pene circonciso di 20 cm e per la sua immagine da uomo maturo, corpo glabro e muscoloso con un enorme tatuaggio colorato sulla spalla sinistra, il porno attore aveva l'abitudine di fumare il sigaro durante le sue performance sessuali. Si è esibito indistintamente sia come attivo sia come passivo, partecipando a film BDSM, leather e fisting.
Nel 1998 ha vinto due GayVN Award e raggiunge la popolarità grazie a film come Grease Guns 2, Fallen Angel e Link 2 Link. Quasi al termine della sua carriera rivela di essere HIV positivo e nello stesso periodo viene coinvolto in uno scandalo, in cui viene scoperta la sua relazione con l'europarlamentare Tom Spencer, trovato in seguito in possesso di droga e materiale pornografico.
È apparso nei documentari Sex/Life in L.A. e Cycles of Porn: Sex/Life in L.A., Part 2 e nel film The Fluffer, progetti che raccontano il mondo della pornografia gay, in cui Tucker interpreta sé stesso. Prima e dopo la sua esperienza nella pornografia ha lavorato come agente immobiliare.
Richard Allen Karp è deceduto il 7 giugno 2015, all'età di 61 anni, per complicazioni da AIDS.

## Premi
- GayVN Award 1998 – Best Supporting Actor[5]
- GayVN Award 1998 – Gay Performer of the Year[5]
- GayVN Award 2000 – Special Achievement Award[5]
- Grabby Award 1999 – Best Performers[5]
- Grabby Award 2000 – Wall of Fame[5]

## Filmografia
- Slick (1997)
- Fallen Angel (1997)
- Family Values (1997)
- Gamemaster (1997)
- Grease Guns 2 (1997) (V)
- Acres of Ass: Part 1 (1998)
- Acres of Ass: Part 2 (1998)
- Bound for Leather (1998)
- Catalinaville (1998)
- Logan's Journey (1998)
- Private Passions (1998)
- Sex/Life in L.A. (1998) - no porno
- MANeuvers: Agony of Victory (1999)
- Fallen Angel III: Initiation (1999)
- 3 Degrees of Humiliation (1999)
- Big Guns 2 (1999)
- Link 2 Link (1999)
- Marine Father, Navy Son (1999)
- Flesh and Fantasy II (2000)
- House of Games (2000)
- Leather Obsession 6: The Search (2000)
- Smoking Hunks: Cole Tucker (2000)
- Don't Ask, Don't Tell! (2000)
- Traditional Family Vampires (2000)
- Biker Pigs from Hell 2 (2000)
- Chip Daniels' Video Studbook (2000)
- Down on Me (2000)
- The Best of Cole Tucker (2001)
- Beyond Vanilla (2001) - no porno
- Sex Becomes Her (2001) - no porno
- Full Frontal (2001) - no porno
- The Fluffer (2001) - no porno
- Cycles of Porn: Sex/Life in L.A., Part 2 (2005) - no porno